# Stazione di Fusine Laghi
La stazione di Fusine Laghi era una stazione ferroviaria in provincia di Udine, posta sulla ex linea ferroviaria internazionale Tarvisio-Lubiana. Serviva i Laghi di Fusine nel comune di Tarvisio. 

## Storia
La stazione fu inaugurata insieme alla linea il 14 dicembre 1870 e rimase attiva fino al 14 agosto 1967.

## Strutture e impianti
La stazione era dotata di un fabbricato viaggiatori e due binari. Non rimane traccia dell'infrastruttura: il fabbricato è stato demolito e i binari sono stati smantellati.